# Comunità monastica di Bose
La comunità monastica di Bose è una comunità religiosa cristiana, formata da monaci di entrambi i sessi e provenienti da Chiese cristiane diverse, fondata da Enzo Bianchi nel 1965 e con sede a Bose, frazione del comune di Magnano, in provincia di Biella. Possiede anche una casa editrice: le Edizioni Qiqajon.
Sin dalla fondazione, la comunità di Bose promuove un intenso dialogo ecumenico fra le differenti Chiese e denominazioni cristiane. Formalmente, nel 2000 è stata riconosciuta dalla Chiesa cattolica come "associazione privata di fedeli" ai sensi del Codice di diritto canonico (canoni 298-329), all'interno della diocesi di Biella. Oggi, per la Chiesa cattolica, la comunità di Bose è un Monastero sui iuris di diritto diocesano, affidato alla paterna vigilanza del Vescovo di Biella che lo ha eretto approvandone le nuove Costituzioni il 29 luglio 2023.
Dopo le dimissioni del fondatore nel 2017, il priore è stato Luciano Manicardi. Il 30 gennaio 2022 è stato eletto come nuovo priore Sabino Chialà.

## Storia

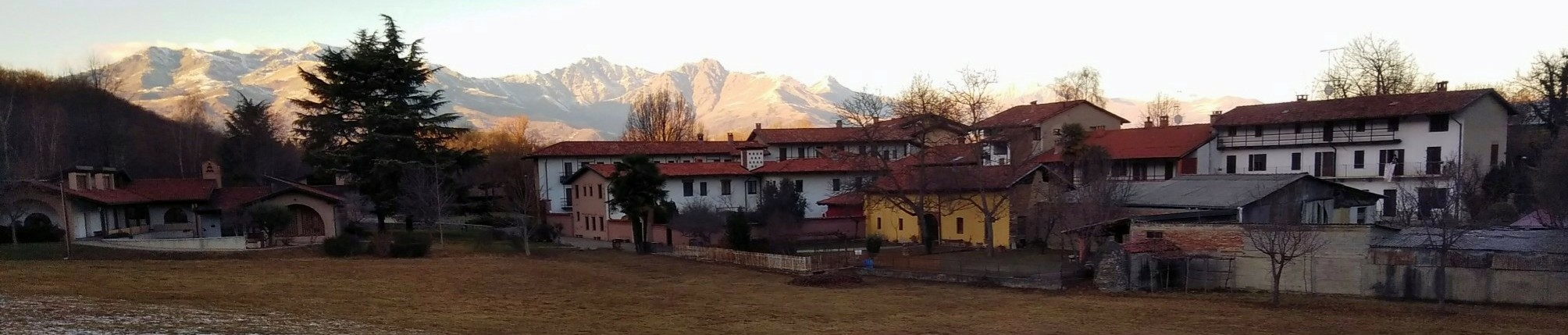
Comunità monastica di Bose, a Magnano.

La comunità nacque l'8 dicembre 1965, giorno in cui si chiudeva il Concilio Vaticano II, quando Enzo Bianchi decise di iniziare a vivere, solo, in una casa affittata presso le cascine di Bose, una frazione del comune di Magnano. I primi confratelli giunsero nell'autunno del 1968, e fra essi c'erano anche una donna e un pastore protestante.
Il 17 novembre 1967 il vescovo di Biella Carlo Rossi dispose l'interdetto per la presenza di non cattolici nella comunità, ma per intervento del cardinale Michele Pellegrino l'interdetto venne rimosso l'anno successivo. Lo stesso cardinale Pellegrino, arcivescovo di Torino, inviò la propria benedizione in occasione delle professioni dei primi sette membri il 22 aprile 1973. Il vescovo di Biella Gabriele Mana il 29 giugno 2010 ha confermato l'acquisizione della personalità giuridica canonica, conferita nel 2000 dal suo predecessore Massimo Giustetti, e approvato alcune modifiche allo Statuto con l'annessa regola monastica. Il 29 luglio 2023 il vescovo di Biella mons. Roberto Farinella ha eretto la Comunità di Bose a Monastero sui iuris di diritto diocesano, approvandone le nuove Costituzioni.
Nel 2014, da gennaio a maggio, due monaci amici di Enzo Bianchi su sua richiesta hanno svolto una visita canonica alla comunità e hanno consegnato le loro valutazioni alle autorità ecclesiastiche competenti, cioè ai vescovi di Biella e delle altre diocesi in cui si trovavano le quattro filiali della comunità: quelle di Ostuni (arcidiocesi di Brindisi-Ostuni), di San Masseo ad Assisi (diocesi di Assisi-Nocera Umbra-Gualdo Tadino), di Cellole di San Gimignano (diocesi di Volterra) e di Civitella San Paolo (diocesi di Civita Castellana).
Nel 2016 alla Comunità viene assegnato il premio Heufelder per «il molteplice impegno a favore di un riavvicinamento tra le Chiese d'oriente e d'occidente».
L'11 novembre 2018, in occasione del 50º anniversario dell'inizio della vita comune, papa Francesco invia una lettera al fondatore Enzo Bianchi definendo la comunità monastica «una feconda presenza nella Chiesa e nella società». Dal 13 al 19 novembre 2018 si è svolto l'incontro ecumenico cattolico-ortodosso sul documento congiunto Primato e sinodalità nel secondo millennio e oggi, alla presenza del cardinale Karl Koch e dell’arcivescovo Job di Telmessos, rappresentante del Patriarcato Ecumenico presso il Consiglio Ecumenico delle Chiese.
Il 26 maggio 2020 viene divulgata la notizia che, a seguito della visita apostolica svoltasi fra il dicembre 2019 e il gennaio 2020 , sono emerse serie problematiche e comportamenti abusanti relativi all’esercizio dell’autorità del Fondatore e la sua gestione del governo, a detrimento del clima fraterno. Pertanto, la Santa Sede ha disposto - con decreto singolare datato 13 maggio 2020, firmato dal Segretario di Stato vaticano, cardinale Pietro Parolin, e approvato "in forma specifica" dal Papa Francesco - il suo allontanamento a tempo indeterminato dalla Comunità di Bose, insieme ad altri tre membri. Il decreto emesso dalla suprema autorità della Chiesa non ammette né ricorso né appello. La Comunità ha parlato di "una situazione tesa e problematica per quanto riguarda l'esercizio dell'autorità del fondatore e il clima fraterno", e ha precisato che "Enzo Bianchi, Goffredo Boselli, Lino Breda e Antonella Casiraghi dovranno separarsi da Bose e trasferirsi in altro luogo, decadendo da tutti gli incarichi attualmente detenuti". Enzo Bianchi, pur affermando di aver accettato le disposizioni del decreto, di fatto non vi ha prestato obbedienza, ed ha continuato a risiedere a Bose; nel febbraio 2021 un nuovo decreto, a firma del Delegato Pontificio, p. Amedeo Cencini, intima a Bianchi di lasciare Bose e trasferirsi in Toscana entro il 16 febbraio 2021, ritirandosi a vita privata presso la pieve di Cellole di San Gimignano, di proprietà della Comunità di Bose. Enzo Bianchi, però, deciderà di non prestare obbedienza nemmeno a questa richiesta, continuando a vivere a Bose. In un incontro con il priore di Bose alla vigilia del suo viaggio in Iraq, il Papa ha ribadito che Bianchi deve lasciare la comunità di Bose . Enzo Bianchi ha reso pubblico un comunicato che riassume e riconferma la sua posizione di disobbedienza di fatto. In risposta anche padre Amedeo Cencini, delegato pontificio per la comunità monastica di Bose, ha reso pubblico un comunicato stampa per “una corretta comprensione degli eventi”. In queste circostanze papa Francesco scrive una lettera al priore, Luciano Manicardi, per manifestare la sua vicinanza e il suo sostegno alla comunità . Per finire, Bianchi solo nel giugno 2021 ha lasciato Bose per trasferirsi a Torino. Il 26 ottobre 2021 la Comunità emette un comunicato sulla situazione riguardante la fraternità di Cellole, ora divenuta autonoma dalla Comunità di Bose .

## La vita della comunità
La comunità è composta da circa sessanta persone, uomini e donne, alcuni dei quali protestanti e ortodossi, cinque presbiteri e un pastore. Oltre alla sede principale e originaria, la comunità si è diffusa anche in altre località con sue fraternità: Ostuni, Assisi e Civitella San Paolo; in passato una comunità era presente a Gerusalemme. I fratelli e le sorelle a Bose hanno fatto propria la vita cenobitica, secondo gli insegnamenti di San Pacomio, San Basilio e San Benedetto, composta di preghiera e lavoro. Unica missione della Comunità, infatti, è vivere il vangelo nella via della tradizione monastica .
Tutti i membri della comunità lavorano, guadagnandosi da vivere con le proprie mani. Le principali attività sono:
- la cura del frutteto e dell'orto
- la produzione di manufatti artigianali in ceramica
- la produzione di icone a soggetto religioso secondo i metodi tradizionali
- il panificio
- la falegnameria
- la produzione di candele e ceri per la liturgia
- l'attività editrice e la tipografia, che pubblica i libri della comunità nelle edizioni Qiqajon
- la ricerca biblica e la predicazione catechetica, quale servizio alla comunità e alle chiese locali.

Alcuni monaci hanno un lavoro esterno alla comunità, che conciliano con il ritmo di preghiera e di vita in comune.
La vita quotidiana della comunità è scandita in modo preciso. Al mattino, a mezzogiorno e a sera, si celebra la liturgia delle ore, con i salmi cantati dal coro dei monaci e delle monache. Si svolgono lavori manuali, si studia la Scrittura e i testi dei padri del monachesimo occidentale ed orientale. Si accolgono i pellegrini e le persone in cerca di Dio. Sono numerose infatti le persone che chiedono di essere ospitate dalla comunità, specie in determinati periodi dell'anno, come l'estate.
Alla preghiera comunitaria, nei tre momenti quotidiani, si aggiunge la preghiera personale, soprattutto la lectio divina, proposta anche agli ospiti, ogni pomeriggio, da un membro della comunità. Il sabato sera, comunità e ospiti prendono parte alla veglia comunitaria, durante la quale si ascoltano i testi biblici della domenica successiva e il priore, o uno dei monaci, aiuta a cogliere il significato di tali testi.

## Edizioni Qiqajon
Nel 1983 su iniziativa della comunità venne fondata la casa editrice Qiqajon. Nel 2013 il catalogo superava gli 800 titoli, ora suddivisi in una quindicina di collane comprendenti testi di patristica, studi biblici, teologici e liturgici, opere della tradizione ebraica e di spiritualità ortodossa. L'intera produzione dei primi trent'anni è reperibile nel Catalogo storico 1983-2013.
Nel 2013 ha iniziato anche la pubblicazione di ebook.
Tra gli autori, oltre a Enzo Bianchi, sono presenti Martin Buber, Gianfranco Ravasi, Barbara Spinelli, Erri De Luca, Abraham Heschel, Dag Hammarskjöld, Thomas Merton, Rowan Williams, Alexis Jenni, Christian Bobin, Alexandre Jollien.

## Critiche
Nel 2021 Ines Angeli Murzaku, professoressa di Storia della Chiesa alla Seton Hall University, criticò, dalle pagine della rivista cattolica tradizionalista The Catholic World Report, la forma di ecumenismo praticata a Bose, giudicandola "minimalista", "non autentica" e "distante dall'autentico ecumenismo espresso dal Vaticano II".